# Shulamite Corona
La Shulamite Corona è una struttura geologica della superficie di Venere.